# Pat O'Leary
Le réseau Pat O'Leary fut un réseau de résistance, pendant la Seconde Guerre mondiale, connu pour être l'un des plus grands réseaux d'évasion qui a été actif en France. Il devint le réseau Françoise, après l'arrestation en mars 1943 de son chef Pat O'Leary, pseudonyme du médecin militaire belge Albert Guérisse.
Le réseau Pat O'Leary était principalement chargé de rapatrier les militaires britanniques restés en France et les aviateurs alliés abattus, cachés et hébergés par des patriotes. Il a fonctionné sous l'égide du MI9 britannique (James Langley (en) et Donald Darling), branche du MI6 chargée des évasions. La liaison avec Londres était assurée au début par courrier avec le consulat britannique à Barcelone, puis par radio. Le réseau a fait fuir vers Gibraltar, puis l'Angleterre plus de 650 prisonniers et aviateurs alliés, par des embarquements clandestins sur la côte méditerranéenne et par les Pyrénées vers Gibraltar via Figueras et Barcelone ou Andorre et Madrid.

## L'activité du réseau
La ligne d'évasion a été mise place en janvier 41 par le capitaine Ian Garrow dans le but de rapatrier les militaires britanniques restés sur le territoire français après la capitulation. Tous les membres du réseau sont des résistants français. Garrow a installé à Lille une cellule de recherche et d'acheminement vers la zone non-occupée et établi à Marseille et Perpignan des centres d'hébergement. L'évasion est organisée selon une filière par les Pyrénées, vers Barcelone puis Gibraltar ou Lisbonne.
O'Leary rejoint Garrow début mai 1941, après qu'il s'est évadé de St Hippolyte du Fort. Officier de la Royal Navy, il servait sur le HMS Fidelity, bateau-piège, et avait été capturé par la police de Vichy lors d'une mission de débarquement d'agents près de Port-Vendres. L'amirauté britannique, interrogée par radio, donne son accord pour que O'Leary reste en France pour seconder Garrow, plutôt que de rentrer en Angleterre, du fait qu'il parle couramment le français et qu'il a bénéficié d'un entrainement aux missions d'infiltration en territoire ennemi. Garrow, recherché par la police, confie la direction de l'organisation à O'Leary. De nouvelles filières s'organisent pour évacuer des « colis » vers l'Espagne ou la Méditerranée. Un aviateur abattu dans le Nord peut ainsi être évacué par l'Espagne en douze jours. À partir d'août 1941, O'Leary organise des évasions régulières de prisonniers anglais de la prison de St Hippolyte du Fort. De juillet à octobre 1941, il se charge de convoyer et de rapatrier lui-même environ 75 hommes par les Pyrénées. En octobre, Garrow est capturé par la milice de Vichy et emprisonné. Londres confirme O'Leary dans sa fonction de chef du réseau.
À partir de ce moment, l'organisation va se développer et se structurer en une douzaine de régions autonomes. Les aviateurs abattus sont de plus en plus nombreux, et comme beaucoup de militaires britanniques sont en prison ou en camp d'internement, des plans d'évasion groupée sont étudiés. Le réseau va étendre son activité jusqu'au sud de la Belgique et au grand duché de Luxembourg. Son chef doit déléguer le recrutement de nouveaux agents à des responsables locaux, ce qui va faciliter la pénétration de deux agents corruptibles qui trahiront le réseau.
Fin février 1942, sur ordre de Londres, O'Leary passe les Pyrénées et rejoint Gibraltar pour recevoir des ordres du MI9 (Military Intelligence). Début avril, il est de retour en France, déposé clandestinement avec un opérateur-radio (Drouet) par un bateau-mystère (HMS Tarana) sur la côte, il reprend son activité de chef du réseau. En mai, procès de Garrow qui est condamné à dix ans de prison. Jusqu'à l'occupation en novembre 1942 de la zone libre par les Allemands, cinq embarquements d'aviateurs sont organisés sur la côte méditerranéenne : en juin de Port Miou (calanque de Cassis), en juillet et en août de St Pierre Plage et en septembre et octobre de Canet-Plage. L'autre filière est organisée avec les passeurs d'hommes de Francisco Ponzan Vidal, vers Barcelone, Madrid ou Lisbonne puis enfin Gibraltar.
En décembre, les Britanniques demandent le retour à Londres de Garrow qui est emprisonné au camp de Mauzac (Dordogne). Grâce à un uniforme de contrefaçon de gardien que O'Leary et Nancy Wake lui font parvenir, Garrow s’échappe le 8 décembre et sera rapatrié vers l'Angleterre. O'Leary poursuit l'extension du réseau, récupérant des aviateurs jusqu'au nord de la France et en Belgique, mais la Gestapo resserre son emprise autour du réseau.
En janvier 1943 la filière est infiltrée et trahie par le Français Roger Le Neveu dit «Le légionnaire» : Tom Groome est arrêté en pleine transmission radio an même temps que les Cheramy. Le 12 février, Louis Nouveau est arrêté près de Tours alors qu'il convoie cinq aviateurs américains. Le 2 mars, O'Leary est arrêté avec Paul Ulmann au Super Bar café de Toulouse. Soumis à la torture, aucun ne parle. La Gestapo ne connait O'Leary que sous son identité de canadien français, officier de la Royal Navy, et jusqu'à la fin de la guerre, personne de son entourage ne connaîtra sa véritable identité de médecin militaire belge. Il sera déporté, mais rentrera vivant de Dachau.
De janvier 41 à mars 43, la filière aura rapatrié vers l’Angleterre près de 600 aviateurs abattus, britanniques, américains et polonais et quelque 50 agents des services secrets anglais, ainsi que des rescapés de Saint-Nazaire et de Dieppe. La filière d'évasion sera reprise par Marie-Louise Dissard sous le nom de réseau Françoise qui parviendra encore à accompagner une centaine d'hommes vers l'Angleterre.

## Opérations d'évasion
Évasions régulières de soldats britanniques de la prison de St Hippolyte du Fort, d'août 1941 jusqu'en février 1942, jusqu'à un total de plus de 50 hommes. Ces opérations réussiront grâce à:
- Bruce Dowding ("André Mazon")
- Jean de la Olla, qui était en août 1941 comptable de cette prison et qui rejoindra le réseau peu après
- Maurice Dufour, officier français gardien à St Hippolyte du Fort
- lieutenant Richard Parkinson, officier britannique dans le fort
- Marcel Debeaume, prisonnier de guerre évadé d'Allemagne début de 1941, que O'Leary avait connu lorsqu'ils étaient enfermés à la Prison Maritime de Toulon
- Mme Morel, qui résidait à la Bastide (près de St Hippolyte du Fort) et qui a hébergé et nourri de nombreux évadés du fort
- Mr Nutter, un ingénieur américain, qui habitait boulevard Victor Hugo à Nîmes et qui accueilli chez lui plus de 30 prisonniers évadés de St Hippolyte. Il parviendra ensuite à regagner les États-Unis via Lisbonne avec un passeport américain régulier, grâce au fait que l'Amérique n'était pas encore en guerre.

Évasion massive du camp de la Turbie en août 1942, organisée avec le major Antony Friend, officier britannique.
Évasion du camp de Chambarran (près de Grenoble) le 28 novembre 1942.
Évasion de Ian Garrow du camp de Mauzac en décembre 1942.
Évasion de la prison de Castres (à 65km de Toulouse) en février 1943.

## Opérations d'embarquement
En juin 1942, de Port Miou (calanque de Cassis).
En juillet et en août, de St Pierre Plage
En septembre et octobre, de Canet-Plage.

## Les chefs du réseau
Successivement :
- Ian Garrow, arrêté en octobre 1941, défendu brillamment devant un tribunal de Lyon par Gaston Defferre, grâce à qui la condamnation à mort demandée par le procureur sera commuée en dix ans de détention
- François Duprez, animateur du réseau d'évasion en région lilloise dès juin 1940
- Albert Guérisse, officier et médecin belge, alias Pat O'Leary, officier de la Royal Navy, à partir de juillet 1941 jusqu'à son arrestation en mars 1943.
- Marie-Louise Dissard, alias « Françoise ». Toulousaine engagée dans la lutte depuis 1940, elle intègre le réseau en 1942, et en prend la tête en mars 1943, après l'arrestation de Pat O'Leary.

## L'organisation et les membres du réseau
Avec l'arrivée de Pat O'Leary, le réseau va se structurer en une douzaine de régions sur la France entière, le sud de la Belgique et le Grand Duché de Luxembourg. À la tête de chacune d'elles opère un chef autonome assisté d'un état-major plus ou moins étoffé selon la nécessité. Le chef de région s'occupe de la recherche des aviateurs abattus, de leur hébergement et leur alimentation, de leur procurer des vêtements civils, de l'établissement de fausses pièces d'identité, du convoyage vers la zone non-occupée, Lyon, Marseille ou Toulouse selon le cas.
Le quartier général du réseau est centré à Marseille,

### A Marseille
- le docteur George Rodocanachi[3]. Dans son appartement, rue Roux de Brignolles, une chambre est dédiée à O'Leary, qu'il partage au début avec Garrow, qu'il occupera ensuite régulièrement jusqu'à son arrestation.
- Louis Nouveau dit "Saint-Jean"[4], chef de la région Sud, adjoint direct de O'Leary, dont l'appartement 27A quai de Rive Neuve, a accueilli plus de 150 évadés, en attente de leur évasion vers l'Angleterre, dont il consignera les noms en marge d'un ouvrage d'une collection de livres de Voltaire, dissimulé dans sa vaste bibliothèque. Arrêté le 12 février 1943, au franchissement de la ligne de démarcation près de Tours, alors qu'il convoyait des aviateurs, il sera déporté à Buchenwald, dont il reviendra. Son fils Jean-Pierre rejoindra les FFL à Londres, et participera aux combats avec la 2e division blindée.
- Gaston Nègre, chef de la région du Gard, tenancier d'un restaurant à Nîmes, 18 avenue Victor Hugo, possédant la fonction de  'répartiteur départemental des denrées alimentaires', ce qui lui permettait de tenir table ouverte autant aux aviateurs alliés qu'il hébergeait qu'aux Allemands qui n'y ont vu que du feu ! Il aura hébergé plus de 60 prisonniers alliés.
- Bruce Dowding[5], jeune Australien, parfaitement bilingue, premier collaborateur actif de Garrow
- Robert Leycuras, dit "Albert" et Guy Berthet, tous deux ex commissaires de police de la région parisienne, qui sortaient d'un emprisonnement d'un an pour activités "subversives" rejoignent le réseau en mars 42.
- Mario Prassinos, adjoint de O'Leary, qui travaillera avec Robert Leycuras.
- Mr et Mme Leoni Savinos, 6 rue Dieude à Marseille.
- Mme Haden-Guest, secrétaire de Leoni Savinos
- Tom Groome, radio-opérateur, qui sera arrêté en mars 1943 et qui retrouvera Pat O'Leary à Dachau
- Henri et Andine Dijon, à Nîmes, tenanciers du "Petit Poucet" à Marseille
- Mr et Madame Lebreton, qui tenaient l'Hotel du Tennis à Canet-Plage, qui ont abrité de nombreux évadés dans l'attente d'un embarquement

### Dans la région de Toulouse
- Guy Berthet, chef de la région Toulouse et Pyrénées. Arrêté en 1943, il mourra au camp de concentration de Mauthausen en janvier 1944.
- les frères Lauffer, juifs, qui ont les premiers recrutés des passeurs mis au service du réseau pour la traversée des Pyrénées.
- Francisco Ponzan Vidal, plus connu sous le nom de François Vidal. Militant de la CNT. À partir de mai 1939, Vidal organise un réseau de passeurs d’hommes dans les Pyrénées pour faire sortir d’Espagne les militants en danger. Fait prisonnier en 1944 par la police française, Francisco Ponzan Vidal est livré aux Allemands et exécuté le 17 août 1944 par les nazis qui gardent la prison où il est enfermé à Toulouse.
- José Ciprés, dit « Sarramian », né à Labata (es) (Huesca), et mort se, militant libertaire aragonais, se réfugie en France à la fin de la guerre civile et est interné au camp du Vernet où il rencontre Francisco Ponzan Vidal. Intégré au réseau d’évasion monté par Francisco Ponzan en liaison avec la résistance, il est arrêté à la fin de 1942 à Toulouse mais rapidement libéré. Ponzan l’installe alors dans une maison de campagne située près de Varilhes (Ariège) et appelée la ferme d’Archelles-du-Haut, qui sert de base de repos à tous ceux qui doivent franchir les Pyrénées. Le 26 mai 1944 la ferme est prise d’assaut par la Milice. José Ciprés n’est pas présent ce jour-là. Il se réfugie ensuite avec sa famille à Cante, près de Saverdun, puis à Toulouse. Après la guerre, José crée avec ses enfants une entreprise de bâtiment à Cugnaux (Haute Garonne). Il meurt dans un accident de voiture le 1er juin 1976 à Toulouse [6].
- Francis Blanchain assurait la liaison entre Ponzan-Vidal et l'appartement de Louis Nouveau à Marseille
- Stanislas et Augustine Mongelard, propriétaires de l’Hôtel de Paris à Toulouse, où ils hébergeront de nombreux aviateurs en attendant leur évasion vers l'Espagne.
- Paulette Gastou, qui tenait avec ses parents l'Hôtel de la Loge à Perpignan, lieu de transit de nombreux évadés avant le passage des Pyrénées.
- Paul Ulmann, tailleur, arrêté et mort en déportation.
- Élise Mazelier a participé de façon active au Réseau Françoise/Pat O'Leary. Circulant à vélo, transportant son neveu de 3 ans à l'arrière et son panier à l'avant, elle franchissait les barrages allemands, parcourait des kilomètres pour récupérer les aviateurs alliés sur leurs points de chute, les habillait en civil, enfouissait leurs toiles de parachute dans le sol et les ramenait dans sa maison de Croix-Daurade, à Toulouse, où elle les cachait. Son mari Roger Mazelier appartenait au réseau Morhange, les "Chasseurs de traîtres".

### Dans le Nord
- François Duprez, employé à la mairie de la Madeleine (Lille), chef de la région Nord, de la Madeleine les Lille, né en 1908 à Tourcoing. Arrêté en décembre 1941 sur trahison de Harold Cole, condamné à la prison à vie à Dortmund en 1943 pour aide à la nourriture et fourniture de faux papiers à des militaires alliés, il mourra en camp de concentration.
- Norbert Fillerin[7], chef de la région Pas de Calais, à Renty. Reviendra de déportation.
- Alex Wattebled[8], dit "Jaques, l'ami d'Achille", qui rejoint le réseau en mars 1942, assure de nombreux convoyages d'aviateurs depuis la zone Nord, participe aux embarquements clandestins (Canet-Plage, Port Miou, etc.), œuvre à l'extension du réseau vers la Normandie et la Bretagne. Trahi par Roger le Neveau, il est arrêté à Paris le 5 mars 1943, interrogé et torturé, ne parle pas. Incarcéré à Fresnes jusqu'en janvier 1944, il est déporté à Buchenwald, Flossenburg, puis Hradischko au sud de Prague, survit à la dernière marche de la mort, et libéré le 8 mai 1945.
- l'abbé Pierre Carpentier[9], chef de la région de la Somme, vicaire de Saint Gilles à Abbeville, chef scout, est né en 1912 à Libercourt (62). Officier démobilisé, il décide d'entrer en résistance dès son retour à Abbeville. Résistant passeur à Abbeville, il aide, dès fin 1940, au passage d'aviateurs alliés de la zone interdite à Abbeville. Il crée à cet effet un réseau local à Abbeville, dépendant du réseau Pat O'Leary. Pour la confection de faux papiers, il est aidé, notamment, par une secrétaire de la sous-préfecture d'Abbeville, Anne-Marie Chedeville, qui fournit les tampons officiels, et par un imprimeur, Philippe Duclercq, qui fabrique les documents, fournit le papier et le matériel d'impression. Dénoncé et trahi par Harod dit Paul Cole, Pierre Carpentier est arrêté par la Gestapo, incarcéré à Loos-les-Lille le 08/12/1941, convoi du 05/08/1942 au départ de Lille (59) à destination de Bruxelles (Belgique) où il est torturé, puis déporté à Bochum le 06/08/1942, classé NN (Nuit et Brouillard). Il est condamné à mort le 29/06/1943, transféré à Dortmund, il est décapité à la hache le 30/06/1943(J.O.R.F. no 265 du 15/11/1987). Monsieur Duclercq et Madame Chedeville, seront condamnés à plusieurs mois d'internement à la prison d'Abbeville et d'Amiens par le tribunal de Bruxelles.
- Désiré Didry, commerçant catholique né en 1899, il crée un réseau de récupération d'aviateurs alliés et de passeurs dans l'Audomarois (région de Saint Omer), aidé de Alfred Lanselle, en regroupant des résistants des marais de la région (François Havet, Norbert Fillerin notamment). Il entre en contact avec un groupe de Lille et intègre le réseau Pat O'Leary. Ils remettent les alliés à convoyer vers Marseille à Harold Cole (en), qui les convoie en passant par Abbeville chez l'abbé Carpentier. Harold Cole trahit le réseau et Didry et Lanselle sont arrêtés en décembre 1941 et incarcérés à la prison de Loos les Lille. Alfred Lanselle est libéré en 1945, de retour à Saint Omer, il apprend le décès de quatre de ses enfants dans des bombardements en 1943.
- Bruce Dowding, professeur, né en 1914 à Melbourne (Australie), Marcel Duhayon, commerçant à Roubaix, né en 1899 à Lille (59), Protais Dubois, mécanicien à Burbure, né en 1902 à Burbure, tous arrêté en décembre 1941 sur trahison de Harold Cole, condamnés à mort à Dortmund en 1943 pour aide à la nourriture et transport de militaires alliés, tous décapités à la hache le 30 juin 1943.
- Madeleine Deram, 6 rue Bernadette à La Madeleine (59), née Vanoutegem en 1905 à Harelbeke, arrêtée en décembre 1941 en même temps que Harold Cole,dont elle était la maîtresse, a été condamnée à 10 ans de prison en 1943, pour hébergement de soldats britanniques (Tucks, Collins et Mayes) à son domicile, au cours du même procès que Carpentier, Didry, Dowding, Duhayon, Dubois et Duprez qui eux ont été exécutés.
- Jean de la Olla, ancien comptable en chef de St Hippolyte du Fort, va reconstituer début 1942 le secteur Nord, après les arrestations de l'abbé Carpentier et de son groupe. Il sera aidé par Jean Carl et sa compagne Marguerite Adam, originaires de Bruxelles, mais réfugiés à Lille, l'abbé Georges Dropsy, professeur au Collège Notre Dame de la Tombe à Kain (Tournai), Simone Ghisdal à Tournai.
- M. de Chaumont, de Wambrechies
- M. Peute d'Abbeville
- Mme Damerment, de Marquette les Lille
- Mme Jeannine Voglimacci
- Mme Leprêtre de Hellesmes les Lille
- Roland Hector Lepers né le 10/11/1921 à Wasquehal (59) a fait 7 convoyages de pilotes et membres d'équipages anglais, du Nord de la France jusqu'à Marseille. A bien connu Jeannine Voglimacci, la famille Damerment, entre autres. Après la trahison de Harold Cole, il a été exfiltré par le réseau, et a rejoint les Forces Françaises libres à Londres où il a été reçu par le général De Gaulle. Il a ensuite été envoyé au Canada pour être formé au pilotage.En avril 1945, enfin pilote, il intègre le squadron 342 du groupe Lorraine à Vitry en Artois. Il participe à 10 opérations de guerre, sur bombardier Mitchel. Pat O'leary et Ian Garow furent présents à son mariage à Londres le 21 juin 1945.
- Valentine Ployart de La Madeleine, assure l'hébergement, la subsistance et le convoyage de 50 à 60 aviateurs[10].
- William Sharp, né à Douvres, en 1893. Participe à la Première Guerre mondiale dans l'armée anglaise. Épouse une française, ils habitent Douvres puis Calais, ont deux filles. Naturalisé français en 1932[11]. Mobilisé en 1938, en 1940 est avec les troupes françaises à Dunkerque quand son épouse meurt dans un bombardement. Démobilisé en 1940, fournit des renseignements au Secret Intelligence Service britannique, sert de traducteur quand nécessaire. Entre dans le réseau Pat O'Leary en juillet 1942, devient sous-lieutenant des Forces Françaises combattantes. Croise parmi les résistants sur Calais Gaston Berthe.  Arrêté en novembre 1942 suite à dénonciation. Incarcéré à la prison de Loos pendant neuf fois. Soupçonné d'être anglais, est privé de colis, courrier, visites. Est martelé de coups pour lui faire avouer son rôle et les membres du réseau. Il ne parle pas et n'utilise que le français lorsqu'il s'exprime. Est fusillé au Fort de Bondues  (Piquet 11) le 27 août 1943 en même temps que les autres membres du réseau, arrêtés en même temps que lui, Pierre Puis, Marcel Follet, Charbonnier[12]. Est décoré de l'Ordre de la Libération en 1946 (J.O. du 17 mai 1946)[13]. En hommage le 17 décembre 1962 la ville de Calais a donné son nom à une rue de la ville[14].

- André Postel-Vinay qui entre dans le réseau par l'intermédiaire de Pierre d'Harcourt. Il sera trahi et dénoncé par Cole, arrêté à Paris le 14 décembre 1941.
- le Professeur Holneck
- M. Durand, tenancier de la Chope du Pont Neuf

### En Bretagne
- Pierre Ropert, résistant, a perdu un bras en 1914-1918. Arrêté par la Gestapo, il fut déporté dans deux camps de concentration en Allemagne durant la Seconde Guerre mondiale, deux ans après, il est mort après l’évacuation du camp, enfermé dans une grange où des soldats allemands ont mis le feu. Il a reçu la médaille de la Légion D'honneur.
- René Cozanet[15], né le 22 juillet 1879 à Châteaulin, chirurgien-dentiste, arrêté le 9 avril 1943 pour avoir secouru des aviateurs américains, déporté le 1er juillet 1943 depuis la gare de l'Est vers le camp de concentration d'Hinzert, est mort d'épuisement après être resté des heures dans le froid sous les yeux de ses tortionnaires le 9 décembre 1944 au camp de concentration de Gross-Rosen en Silésie[16].

### Ailleurs
- Fabien de Cortès
- Costa Dimpoglou
- Tony Brooks (SOE), agent secret britannique
- Émile Baley, né le 4 août 1881 à Châteaulin, hébergea des aviateurs britanniques et américains. Il fut déporté le 1er juillet 1943 depuis la gare de l'Est à Paris vers le camp de concentration d'Hinzert et décéda le 15 décembre 1944 au camp de concentration de Gross-Rosen (Pologne)
- Pierre Lanvers
- Etc.

### Soutiens apportés au réseau
- Charles Cliquet, médecin de Vierzon. La ligne de démarcation passant au fond de son jardin, il le transforma en plaque tournante largement mise à la disposition du réseau Pat O'Leary
- Solange Cliquet, épouse de Charles Cliquet, membre du réseau Pat, membre féminin des FFI dès décembre 1940, se spécialisa dans la fabrication de faux-papiers